# Buffonellodes marsupifera
Buffonellodes marsupifera är en mossdjursart som först beskrevs av Busk 1884.  Buffonellodes marsupifera ingår i släktet Buffonellodes och familjen Buffonellodidae. Inga underarter finns listade i Catalogue of Life.